# 胡瑛 (湖南)
胡 瑛（こ えい）は、清末民初の政治家・軍人・革命家。中国同盟会以来の革命派人士。民国成立後に、一時は袁世凱の皇帝即位運動に加担した人物である。旧名は宗琬。字は経武。号は萱庵。祖籍は浙江省紹興府。なお、同じく中国同盟会に属し、後に孫文（孫中山）の側近となった雲南省出身の軍人にも、同姓同名の別人である胡瑛という人物が存在する。

## 事跡

### 革命派としての活動
16歳で長沙経正学校を卒業すると、胡瑛は革命派の活動に参加する。1904年（光緒30年）2月、胡は、黄興が組織した華興会に最年少の初期構成員として名を列ねた。同年3月には、武昌に赴き、華興会湖北支部総理となっている。
同年7月、胡瑛は長沙で科学補習所の創設に参加したが、革命蜂起に失敗して同所は閉鎖された。同年冬から鉄良暗殺を企んだが失敗し、日本に亡命した。最初は陸軍士官学校で学んだが、後に早稲田大学政治経済学部に転じている。
この年の8月に東京で中国同盟会が成立すると、胡も加入して評議員に選出された。1906年（光緒32年）12月、胡は孫文の指示により帰国し、湖北省で革命活動に再び従事した。しかし1907年（光緒33年）1月に、清朝により逮捕、収監されてしまう。1909年（宣統元年）夏、終身刑の判決を受けた。しかし獄中にありながらも、密かに革命派との連絡は取り合っている。

### 反袁世凱から籌安会へ
1911年（宣統3年）10月、辛亥革命が勃発すると、胡瑛は革命派に救出され、湖北軍政府外交部部長に任命された。さらに、湖北省代表として、南京で開催された省代表会議に参加し、中華民国臨時政府の組織に参与している。中華民国成立後の1912年（民国元年）、胡は初代山東都督に任命され、煙台で就任宣誓を行った。しかし、まもなく袁世凱により新疆青海屯墾使に異動させられてしまう。結局、胡はこれに就任しなかった。
その後、胡瑛は宋教仁が組織した国民党に加わる。さらに参議院議員に選出された。1913年（民国2年）、宋が暗殺されると、胡は二次革命（第二革命）に加わって袁世凱討伐を図る。しかし敗北して、黄興とともに日本へ亡命した。翌年8月、胡は黄や李根源らとともに、欧事研究会を組織している。同年冬に帰国した。
1915年（民国4年）8月、胡瑛は、楊度・孫毓筠・厳復・劉師培・李燮和の5人とともに、袁世凱の皇帝即位を支援するための籌安会を組織した。翌年、皇帝即位運動が失敗に終わり、6月には袁が死去する。胡は、辛亥革命時の功績を評価され、籌安会組織の罪を問われることはなかった。

### 護法運動以後
1917年（民国6年）7月、孫文が護法運動を開始すると、胡瑛はその下に加わり、孫文陣営への復帰を果たした。1917年（民国6年）冬、湘西招撫使に任命される。翌年には、靖国軍第3軍軍長までもつとめた。1924年（民国13年）、胡瑛は孫の命により北方へ派遣され、馮玉祥らとの連絡工作を担当する。これにより、馮による北京政変（首都革命）にも参与した。
国民政府が北伐を開始すると、山西の閻錫山のために、胡瑛は駐南京代表となっている。その後、閻が反蔣介石戦争を起こすと、胡は第10路総指揮に任命された。しかし反蔣軍は敗北し、胡も指名手配されて漢口に逃げ込んでいる。満州事変（九・一八事変）勃発を機に、胡は指名手配を取り消されて国民政府に復帰した。しかし、すでに病を患っており、まもなく入院することになる。
1933年（民国22年）11月、南京で病没。享年50。

## 注
1. ↑  斉霽「胡瑛」による。なお、徐友春主編『民国人物大辞典 増訂版』は、「甘青屯墾使」としている。